# Laladon
Laladon is een bestuurslaag in het regentschap Bogor van de provincie West-Java, Indonesië. Laladon telt 12.135 inwoners (volkstelling 2010).